# 玉山古茶场
29°12′53″N 120°40′56″E / 29.21472°N 120.68222°E
玉山古茶场位于中国浙江省磐安县玉山镇马塘村茶场山下，2006年被列为第六批全国重点文物保护单位。
茶场始建于宋代，现存建筑为清乾隆四十六年（1781年）重修。主要建筑有茶场庙、巡检司、茶场三大部分，占地3430平方米，建筑面积1544平方米。玉山古茶场集生产、交易、祭祀于一体，为中国国内所仅见。